# هونگ
هونگ (به لاتین: Honegg) یک کوه در سوئیس است که در کانتون برن واقع شده‌است. هونگ ۱٬۵۴۶ متر بالاتر از سطح دریا واقع شده‌است.